# Ефир София
Ефир София е бивша българска радиостанция. Радиото е регионален канал на БНР. Стартира в края на 60-те години на 20 век. Излъчва на честота 69.26 MHz от 13:05 до 14:00 часа за района на София. Закрита е през 1998 г. През 2007 на честота 94,5 MHz стартира Радио София, което е наследник на Ефир София.